# Serpent Sermon
Serpent Sermon – album studyjny szwedzkiego zespołu black metalowego Marduk. Wydawnictwo ukazało się 25 maja 2012 roku nakładem wytwórni muzycznej Century Media Records. Nagrania zostały zarejestrowane w należącym do Magnusa "Devo" Anderssona Endarker Studio w Norrköping w 2012 roku. W ramach promocji do pochodzącego z płyty utworu "Souls For Belial" został zrealizowany teledysk, który wyreżyserował Håkan Sjödin.

## Lista utworów
Opracowano na podstawie materiału źródłowego.
1. "Serpent Sermon" – 4:38
2. "Messianic Pestilence" – 2:51
3. "Souls For Belial" – 4:45
4. "Into Second Death" – 5:11
5. "Temple Of Decay" – 5:25
6. "Damnation's Gold" – 6:48
7. "Hail Mary (Piss-Soaked Genuflexion)" – 3:27
8. "M.A.M.M.O.N." – 3:29
9. "Gospel Of The Worm" – 2:37
10. "World Of Blades" – 7:11
11. "Coram Satanae" – 8:03

## Wydania
| Rok  | Nr katalogowy      | Format                                 | Wydawca                                      | Region            | Źródło |
| ---- | ------------------ | -------------------------------------- | -------------------------------------------- | ----------------- | ------ |
| 2012 | 9981602, BLOOD 055 | CD, Album                              | Century Media Records, Blooddawn Productions | Europa            | [ 6 ]  |
| 2012 | 9981600, BLOOD055  | CD, Album, Ltd                         | Century Media Records, Blooddawn Productions | Europa            | [ 6 ]  |
| 2012 | 9981600, BLOOD055  | CD, Album, Ltd, Spe                    | Century Media Records, Blooddawn Productions | Niemcy            | [ 6 ]  |
| 2012 | 9981601, BLOOD055  | LP, Album, 180                         | Century Media Records, Blooddawn Productions | Niemcy            | [ 6 ]  |
| 2012 | 8860-2             | CD, Album                              | Century Media Records                        | Stany Zjednoczone | [ 6 ]  |
| 2012 | ICARUS 982         | CD, Album                              | Icarus Music                                 | Argentyna         | [ 6 ]  |
| 2012 | MZR CD 543         | CD, Album                              | Mazzar Records                               | Rosja             | [ 6 ]  |
| 2012 | BLOOD055           | LP, Album, Ltd, Gre                    | Blooddawn Productions                        | Niemcy            | [ 6 ]  |
| 2012 | BLOOD055           | LP, Album, Ltd, Sol + 7", S/Sided, Sol | Blooddawn Productions                        | Niemcy            | [ 6 ]  |
| 2013 | ENC 111, UBZ#058   | CD, Album                              | Encore Records, Urubuz Records               | Brazylia          | [ 6 ]  |
| 2013 | VP017              | Cass, Album + Box, Ltd, Num            | Virus Productions Canada 2013                | Kanada            | [ 6 ]  |

## Notowania
| Rok  | Lista                | Kraj    | Pozycja |
| ---- | -------------------- | ------- | ------- |
| 2012 | Media Control Charts | Niemcy  | 92      |
| 2012 | Sverigetopplistan    | Szwecja | 43      |